# Pilar Reyes
José Pilar Reyes Requenes (Aguascalientes, 12 de octubre de 1955) es un futbolista mexicano retirado que se desempeñó como arquero.
Vistió la camiseta de: 
Santos de San Luis, Tigres de la UANL, Tampico Madero Fútbol Club, Club de Fútbol Monterrey, Irapuato y Gallos de Aguascalientes durante su carrera.
Jugó en la selección de fútbol de México que participó en la Copa Mundial de Fútbol de 1978. Reyes jugó el partido contra Túnez y Alemania hasta que este se lastimara la rodilla, recibiendo 6 goles y siendo sustituido por Pedro Soto.
Contra Alemania surge la famosa anécdota en que sale del partido recibiendo 3 goles y sin saber el resultado final, le pregunta a su sustituto Soto, "¿Cómo quedamos?", Soto le responde: "empatamos", Reyes se alegra y vuelve a preguntar: "¿empatamos?" y Soto remata: "si empatamos, a ti te metieron 3 goles y a mi también 3".
Fue director Técnico del Real San Luis.

## Biografía
En su natal Aguascalientes comenzó en la posición de portero. Su hermano Ramón jugaba en Tercera División y él le cargaba sus arreos. Aprendió los secretos del oficio observándolo.

### Santos de San Luis Potosí
"Piluco" se inició en el futbol profesional con el equipo de Santos de San Luis Potosí, en donde ascendió a Primera División en la Temporada 1975-1976 con Carlos Miloc al frente. Este técnico, más adelante, se convertiría en su entrenador pero con el club de Tigres UANL.

### Tigres UANL
El DT uruguayo, Carlos Miloc, llevó a Pilar a los felinos en la campaña 77-78 con 21 años de edad.
Se convertiría automáticamente en el guardameta número 1 de México y con los universitarios.
Arquero con gran dinámica para el juego y salida de pelota con los pies que cautivaba con su actuaciones a la afición del Estadio Universitario de la UANL, sobre todo por su gran ímpetu en los partidos decisivos y en los momentos finales. Fue una tradición que a final de cada partido de local la gente de la tribuna lo motivaba a subir al área contraria saliendo jugando desde su área con la pelota en sus pies y dar un pase con ventaja a sus compañeros delanteros para buscar la hazaña.
Al grito de la tribuna " Sube, Pilar sube " en alusión a aquel famoso programa de TV de entretenimiento y concursos sabatino con Luis Manuel Pelayo en el famoso concurso "palo encebado", en donde la gente coreaba "Sube, Pelayo sube ", Pilar salía desde su área con la pelota y era toda una emoción verlo realizando esas jugadas temerarias. Lo que mucha gente no sabía es que Pilar Reyes en sus inicios como futbolista fue un centro delantero nato en su querido Aguascalientes.

### Actuaciones con los pies en Tigres UANL
Entre sus actuaciones destacadas con los pies fueron: 
1) En la temporada 1977-78, durante un encuentro de jornada regular ante los Leones Negros de la UDG, Pilar sube hasta media cancha por primera vez jugando en Tigres. En ese partido los auriazules iban perdiendo 0-1 y en la desesperación del guardameta, Reyes conduce el balón hasta el medio campo y así impulsar a sus compañeros de ir hacia adelante; no fue en vano su esfuerzo ya que en pocos minutos el juego sería empatado y 10 minutos después los Tigres remontarían el marcador 2-1. 
2) También en una liguilla, en 1978-1979, Tigres estaba a punto de ser finalista por segunda ocasión de forma consecutiva y para lograrlo tenía que vencer a Pumas de la UNAM por 3-0 y así lograr la hazaña; sin embargo, los felinos del norte sólo consiguieron ganar 2-0, pero Pilar Reyes volvió a sumarse al ataque para ver si podía dar un pase a gol o quizá meter un gol. Lamentablemente no se pudo conseguir la victoria de tres goles de ventaja.
3) En el Torneo de Liga 1979-1980, jugando la gran final contra Cruz Azul en el Estadio Azteca, en un magistral e inédito cambio del técnico de Tigres, Claudio Lostanau, habilita como delantero a Pilar Reyes y al defensa Raúl Ruiz Vaquera que era defensa lo habilita como portero. Luego hace el cambio de Ruiz Vaquera por Mateo Bravo, quien termina como portero en ese juego.
Pilar Reyes jugando como delantero, a minutos finales de esa Final, en los linderos del área pone un pase de "taquito" en los pies de "El Abuelo " Juan Manuel Azuara Villarreal, quien dispara y vence al arquero del Cruz Azul," El Gato " Miguel Marín para poner el partido empatado 3 a 3, en una memorable final de todos los tiempos en donde Cruz Azul se coronó campeón por global de 4-3.
En el Torneo de Liga 1981-1982 la titularidad en la portería en temporada regular en el equipo de los Tigres de la UANL, fue alternada entre Mateo Bravo y Pilar Reyes, hasta que el 6 de marzo de 1982, en la jornada 27 de ese torneo, se lesionó Pilar Reyes en una jugada de disputa de la pelota con el jugador Omar Mendiburu del equipo del Cruz Azul, aquel partido finalizó 1-1 con goles de Sergio Orduña y Carlos Eloir Perucci. Fue entonces en donde Mateo Bravo se quedó como titular hasta llegar a la gran final contra el Atlante que se definió en penales, en donde Tigres de la UANL se corona campeón de Liga por segunda vez en su historia. Pilar Reyes, quien ya se había recuperado de esa lesión, no fue tomado en cuenta por el director técnico Carlos Miloc para jugar en aquella liguilla, quedando Pilar Reyes ahora como suplente, debido a que Mateo Bravo había cerrado con grandes actuaciones aquel torneo, creciéndose en los partidos de Liguilla y cerrando de manera magistral en aquella final histórica atajando 2 penales al Atlante.
En total jugó 14 Clásicos Regios, siendo durante muchos años el portero que más clásicos disputó y conquistando dos campeonatos de Liga, además de dos balones de oro al mejor arquero.

## Clubes

### Trayectoria
| Club                     | País   | Años                    |
| ------------------------ | ------ | ----------------------- |
| Club San Luis            | México | 1974 - 1977             |
| Tigres UANL              | México | 1977 - 1983 1986 - 1987 |
| Tampico Madero           | México | 1983 - 1986             |
| Rayados de Monterrey     | México | 1987 - 1988             |
| Irapuato                 | México | 1990 - 1991             |
| Gallos de Aguascalientes | México | 1994 - 1995             |

## Selección Mexicana

### Participación en la Copa del Mundo de Argentina 1978
| Mundial                        | Sede      | Resultado    |
| ------------------------------ | --------- | ------------ |
| Copa Mundial de Fútbol de 1978 | Argentina | Primera Fase |

## Palmarés

### Campeonatos nacionales
| Título           | Club          | País   | Edición   |
| ---------------- | ------------- | ------ | --------- |
| Segunda División | Club San Luis | México | 1975-1976 |
| Primera División | Tigres UANL   | México | 1977-1978 |
| Primera División | Tigres UANL   | México | 1981-1982 |

### Distinciones individuales
| Premio                         | Equipo        | País   | Edición   |
| ------------------------------ | ------------- | ------ | --------- |
| Mejor Portero Primera División | Club San Luis | México | 1976-1977 |
| Mejor Novato Primera División  | Club San Luis | México | 1976-1977 |
| Mejor Portero Primera División | Tigres UANL   | México | 1977-1978 |